# Cratere Aegir
Aegir è un cratere sulla superficie di Callisto.